# Sven Mende
Sven Mende (ur. 18 stycznia 1994 w Göppingen) – niemiecki piłkarz grający na pozycji pomocnika w SV Wehen Wiesbaden.

## Kariera klubowa

### Kariera juniorska
We wczesnym dzieciństwie został dostrzeżony przez TV Jebenhausen. Stamtąd trafił do juniorskich drużyn VfB Stuttgart. Następnie przeszedł do SC Geislingen, jednak po roku gry w tym klubie wrócił do Stuttgartu.

### Kariera profesjonalna
W 2012 został włączony do zespołu rezerw VfB, w którym zadebiutował 28 lipca 2012 w meczu 3. Ligi z Kickers Offenbach wchodząc za Ericha Berko.
24 stycznia 2013 trafił do Karlsruher SC. W drużynie rezerw zadebiutował 10 sierpnia 2013 w meczu Oberligi z SSV Reutlingen.
W czerwcu 2015 podpisał dwuletni kontrakt z SV Wehen Wiesbaden.

## Kariera reprezentacyjna
W reprezentacji U-16 zadebiutował 12 maja 2010 z Danią. Z kadrą do lat 17 zajął 3. miejsce na MŚ 2011 oraz został wicemistrzem Europy U-17 w tym samym roku.
29 lutego 2012 zadebiutował w reprezentacji U-18 w meczu z Holandią, a 22 marca 2012 z Francją strzelił w niej pierwszego gola.